# Мартин (окръг, Кентъки)
Вижте пояснителната страница за други значения на Мартин.
Окръг Мартин (на английски: Martin County) е окръг в щата Кентъки, Съединени американски щати. Площта му е 598 km², а населението - 12 578 души (2000). Административен център е град Инез.